# ژلازنا گورا
ژلازنا گورا (به لهستانی:  Żelazna Góra) یک منطقهٔ مسکونی در لهستان است که در گمینا برانگوو واقع شده‌است. ژلازنا گورا ۳۹۴ نفر جمعیت دارد.